# Lacanobia contiguella
Lacanobia contiguella är en fjärilsart som beskrevs av Krulikovski 1909. Lacanobia contiguella ingår i släktet Lacanobia och familjen nattflyn. Inga underarter finns listade i Catalogue of Life.